# NRP Guadiana
Le NRP Guadiana était le navire de tête de la classe Guadiana de destroyers construits pour la marine portugaise dans les années 1910.

## Conception
La marine portugaise avait eu du mal à obtenir des fonds pour de nouveaux navires après les années 1890, quand un certain nombre de croiseurs protégés et de petits bâtiments avaient été construits. La marine portugaise a néanmoins fait des tentatives répétées pour lancer des programmes ambitieux de construction navale. Après le renversement de la monarchie portugaise en 1910, la marine soumet en 1912 un autre grand plan de construction navale, que le nouveau gouvernement républicain approuve, mais dont il réduit ensuite la portée en 1913. Le plan révisé prévoyait deux nouveaux croiseurs, six destroyers et trois sous-marins. La classe Guadiana de quatre destroyers constituait une partie importante du programme.

## Caractéristiques
Les navires de la classe Guadiana mesuraient 73,2 m de long, avec un maître-bau de 7,2 m et un tirant d'eau de 2,3 m. Ils avaient un déplacement de 523 tonnes à charge standard et jusqu’à 670 tonnes à pleine charge. Les superstructures étaient composées d’une petite passerelle à l’avant et d’un poste de commandement secondaire plus petit placé plus à l’arrière. Chaque navire avait un mât unique, immédiatement en arrière de la passerelle principale. Les navires avaient une étrave droite et une teugue courte qui se terminait devant la passerelle. Selon la revue annuelle de Conway intitulée All the World’s Fighting Ships, chaque navire avait un équipage de 80 officiers et hommes du rang,.
Les navires étaient propulsés par deux turbines à vapeur Parsons qui entraînaient trois hélices, avec une turbine haute pression sur l’arbre central et deux turbines basse pression ainsi que des turbines inversées sur les arbres extérieurs. La vapeur était fournie par trois chaudières Yarrow à tubes d’eau, chacune ventilée par une cheminée individuelle. Les moteurs ont été conçus pour produire 11000 ch (8200 kW) à une vitesse maximale de 27 nœuds (50 km/h). À une vitesse plus économique de 15 nœuds (28 km/h), les navires pouvaient parcourir 1600 milles marins (3000 km),.
Les navires étaient équipés d’un unique canon de 102 mm et de deux canons de 76 mm, ainsi que de quatre tubes lance-torpilles de 18 pouces (457 mm). Le canon de 102 mm était placé sur le gaillard d'avant et les canons de 76 mm étaient montés plus à l’arrière dans l’axe du navire, un entre la première et la deuxième cheminée, et l’autre canon plus à l’arrière. Les trois canons étaient placés sur des plates-formes surélevées pour leur donner de meilleurs champs de tir. Les tubes lance-torpilles étaient répartis en deux affûts doubles, également sur l’axe central du navire, un à l’arrière de la troisième cheminée et l’autre à la poupe,.

## Historique des services
La quille du Guadiana a été posée le 22 février 1913. Il a été construit à l’Arsenal de la Marine de Lisbonne et mis à l’eau le 21 septembre 1914.
La marine portugaise a joué un rôle majeur dans la politique intérieure du pays au début du XXe siècle. L’armée portugaise a déclenché en décembre 1917 un coup d’État contre le gouvernement, et la marine a riposté le 8 janvier 1918 pour rétablir le gouvernement républicain. Le Guadiana, son navire jumeau Douro et le vieux navire de guerre Vasco da Gama étaient alors ancrés à Lisbonne, où l’artillerie de campagne a pris les navires sous son feu. Le Vasco da Gama a échangé des tirs avec l’artillerie, mais après environ vingt-cinq minutes de tir, il a abandonné la lutte et a hissé un drapeau blanc, incitant le Douro et le Guadiana à faire de même. Après avoir été pris sous le feu des fusils de soldats à terre, les hommes du Guadiana et du Douro ont abandonné leurs navires et se sont réfugiés derrière le patrouilleur américain Corsair, qui était alors amarré dans le port. Aucun des navires n’a été endommagé dans l’incident.
Le 27 août 1922, le navire tombe en panne et doit être remorqué jusqu’au port par le paquebot SS Aba, qui arrive à Las Palmas trois jours plus tard. Le SS Aba a remorqué le Guadiana sur un total de 422 milles marins (782 km) par temps orageux, ce qui a empêché l’évacuation de l’équipage à bord des canots de sauvetage. L’équipage du Guadiana a ensuite remis un prix au capitaine de l'Aba pour les avoir aidés.
Le navire a finalement été mis à la ferraille en 1934.